# Светско првенство у рвању 2023.
Светско Првенство у Рвању 2023. је било званично првенство у рвању одржано од 16. до 24. септембра 2023. године у Штарк Арени. Одржано је углавном због квалификација за Летње Олимпијске Игре у Паризу 2024. где је 90 такмичара отишло на Олимпијаду.

## Избор Домаћина
Шампионат се требао одиграти у Русији али због санкција Олимпијског Комитета, првенство се накнадно морало играти на другој локацији где су Турска, Азербејџан и Србија послали своје захтеве где је гласање било прекинуто због свађе Турских и Азербеџанских комисионера и где је Србија добила по 2. пут заредом такмичење.
| Држава Апликант | Прво коло гласања | Друго коло гласања |
| --------------- | ----------------- | ------------------ |
| Србија          | Вандредно Изабран | Вандредно Изабран  |
| Турска          | Избачен           | Избачен            |
| Азербејџан      | Избачен           | Избачен            |

## Отварање
Пре отварања одигране су Квалификације које су биле без публике али где је пренос био на неким Националним телевизијама. Потом је публика пуштена на Полуфиналним Мечевима а након завршетка је био одржан говор председника Рвачког Савеза да би потом химном Србије било испраћено 400 деце из Дечијих рвачких клубова. Завршетак је био са концертом Марије Шерифовић и изласком Рвачког тима Србије.

## Табела медаља
| Позиција          | Нација                  | Gold | Silver | Bronze | Total |
| ----------------- | ----------------------- | ---- | ------ | ------ | ----- |
| 1                 | Јапан                   | 6    | 3      | 3      | 12    |
| 2                 | САД                     | 4    | 3      | 7      | 14    |
| 3                 | Киргистан               | 3    | 1      | 1      | 5     |
| 4                 | Азербејџан              | 2    | 5      | 0      | 7     |
| 5                 | Иран                    | 2    | 3      | 4      | 9     |
| –                 | Индивидуалне Атлете     | 2    | 2      | 2      | 6     |
| 6                 | Турска                  | 2    | 1      | 4      | 7     |
| 7                 | Мађарска                | 2    | 1      | 0      | 3     |
| 8                 | Куба                    | 2    | 0      | 1      | 3     |
| 9                 | Грузија                 | 1    | 3      | 2      | 6     |
| 10                | Србија                  | 1    | 0      | 4      | 5     |
| 11                | Кина                    | 1    | 0      | 3      | 4     |
| 12                | Казахстан               | 1    | 0      | 2      | 3     |
| 13                | Француска               | 1    | 0      | 1      | 2     |
| 14                | Бахреин                 | 1    | 0      | 0      | 1     |
| 15                | Монголија               | 0    | 3      | 0      | 3     |
| 16                | Јерменија               | 0    | 1      | 4      | 5     |
| 16                | Украјина                | 0    | 1      | 4      | 5     |
| 18                | Молдавија               | 0    | 1      | 2      | 3     |
| 19                | Порто Рико              | 0    | 1      | 0      | 1     |
| 20                | Бугарска                | 0    | 0      | 3      | 3     |
| 21                | Норвешка                | 0    | 0      | 2      | 2     |
| 21                | Узбекистан              | 0    | 0      | 2      | 2     |
| 23                | Албанија                | 0    | 0      | 1      | 1     |
| 23                | Колумбија               | 0    | 0      | 1      | 1     |
| 23                | Чешка Република         | 0    | 0      | 1      | 1     |
| 23                | Еквадор                 | 0    | 0      | 1      | 1     |
| 23                | Египат                  | 0    | 0      | 1      | 1     |
| 23                | Немачка                 | 0    | 0      | 1      | 1     |
| 23                | Нигерија                | 0    | 0      | 1      | 1     |
| 23                | Сан Марино              | 0    | 0      | 1      | 1     |
| 23                | Уједињени Светски Рвачи | 0    | 0      | 1      | 1     |
| Тотално 31 држава | Тотално 31 држава       | 31   | 29     | 60     | 120   |